# “82.5”北江大洪水

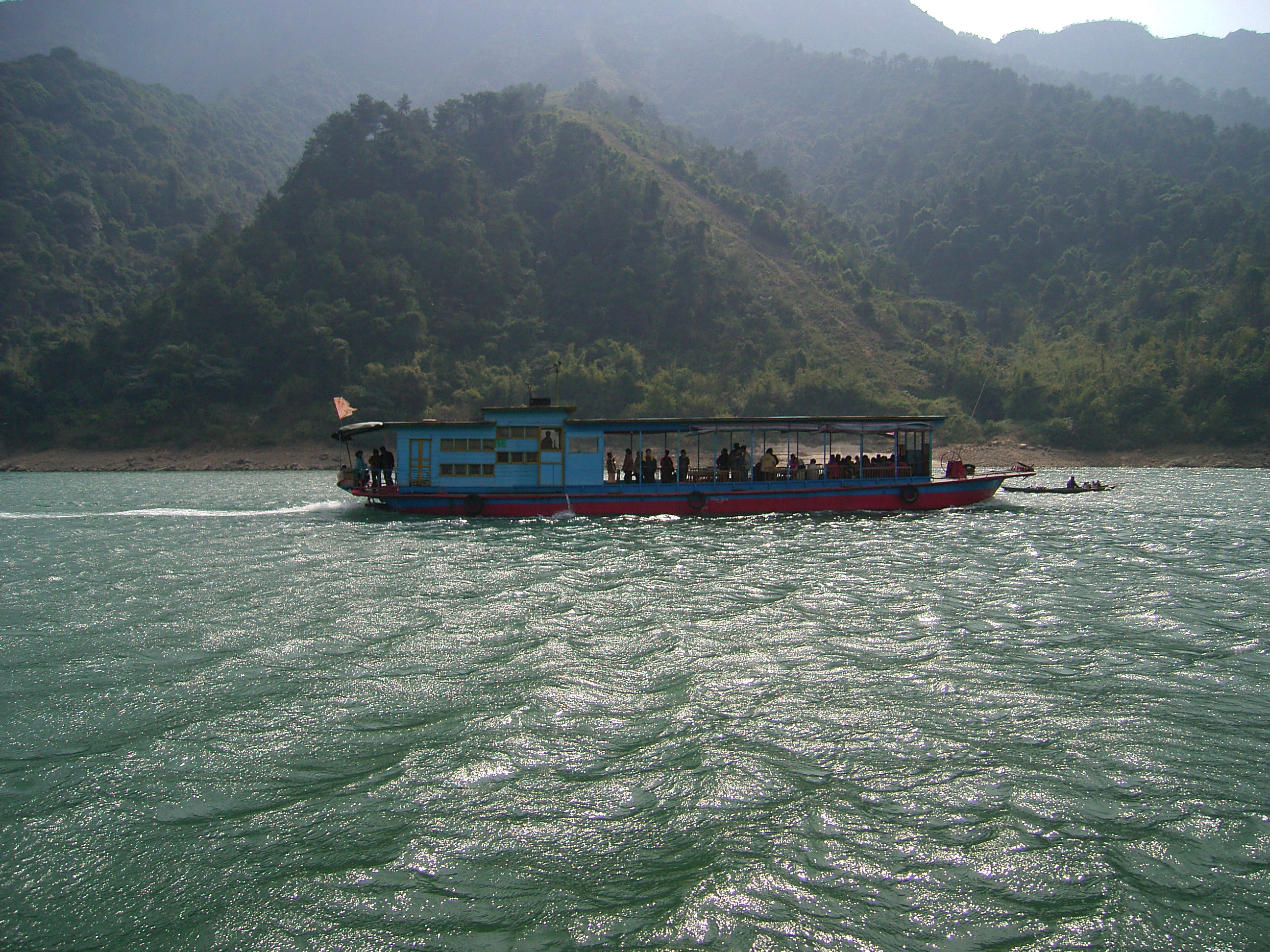
清远北江（珠江主要水系）

“82.5”北江大洪水，是指1982年5月发生在中国南方北江流域的一场特大洪灾，主要影响了广东省韶关、肇庆两地区（现为韶关市、清远市和肇庆市）的14个县市。此次洪灾是中华人民共和国历史上的重大洪灾之一，共造成493人死亡，受灾人口达229万人，5个县城和数千个村庄被淹，房屋倒塌6万间，总损失超过5亿元人民币。 其中，清远县的“5.12”特大洪灾共导致206人死亡，失踪16人，受灾人口达47.95万人、占当地总人口的54.3%，经济损失接近3亿元。

## 特大暴雨

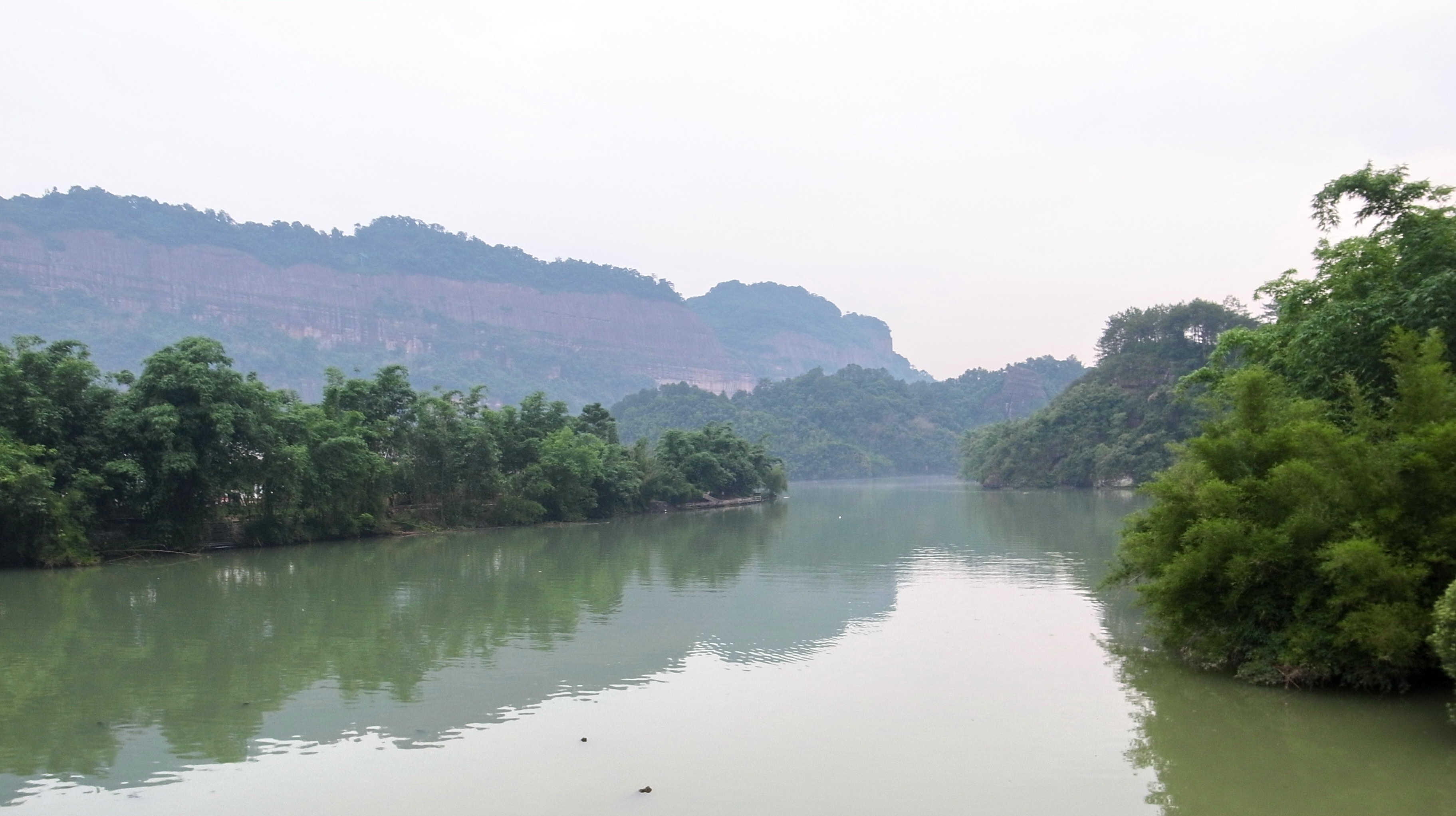
韶关丹霞山景区（北江流域）

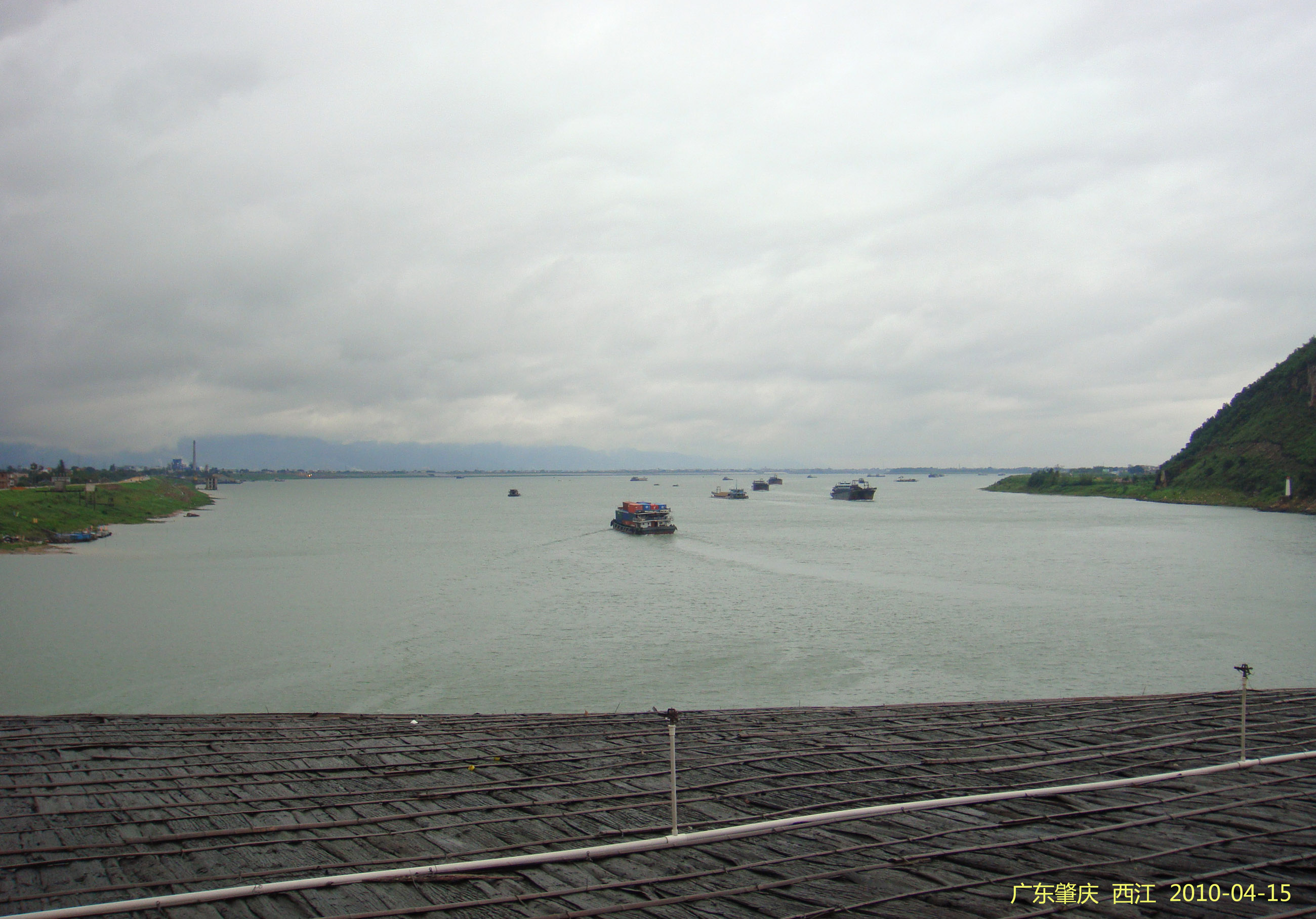
肇庆西江（珠江主要水系）

1982年5月，北江全流域暴雨时间为9-14日，主要集中在10-12日、其雨量占全程暴雨量的80%左右。降雨中心主要集中在广宁江屯、滨江中下游、英德的大洞、大湾、横石塘和清远珠坑等地，中心最大雨量达841毫米，占该地区年降雨总量的1/3，24小时最大雨量为675毫米、1小时最大雨量为122毫米。其中以广东省清远为最，10天的降雨总量高达886毫米，当地最大雨量出现在5月12日，24小时累积降雨量640.6毫米，属罕见特大暴雨。
特大暴雨引发了北江洪水，且雨区普遍发生崩岗和泥石流，据粗略统计，暴雨区泥石流带下的堆积物达1.2亿立方米以上。这场洪水洪峰水位高、流量大、陡涨陡落、涨幅高、涨率大、高水持续时间短。

## 受灾情况
此次大水淹没农田13.2万公顷，倒塌房屋6万多间（一说16万间），受灾人数229万人、57万多人被洪水围困，其中死亡493人，直接经济损失约4.4亿元人民币。5个县城和数千个村庄被淹，冲垮山塘水库750多宗，堤围201条，小电站138座，桥梁647座，京广铁路42处被冲毁，总损失超过5亿元，仅清远县损失就接近3亿元（当年币值）。据统计，被黄泥沙石覆盖的农田约达11万公顷，覆盖厚度0.3-2m，个别地方达3米。

## 救灾情况
1982年5月，清远洪灾期间，时任广州部队司令员的吴克华指挥部队参加抗洪救灾，出动1000多人次，汽艇2艘、单舟20节、舟艇87艘、水陆两用坦克7辆、飞机28架次。此后，广东省有33个医疗队前往灾区，开展防病治病工作，清理掩埋人、畜尸体。5月20日至23日，时任广东省委第一书记任仲夷、广东省省长刘田夫等到清远视察。